# American Century Companies
American century est une entreprise américaine du secteur de la finance et plus particulièrement de gestion de placements. Son siège social est situé à Kansas City, dans le Missouri. Cette entreprise était connue par le passé sous le nom de Twentieth Century Mutual Funds. Le fondateur de cette entreprise est James E. Stowers, Jr..
American century a été créé en 1995, avec la fusion de Twentieth century et du Groupe Benham. La société fut renommée le 1er janvier 1997, elle garde également des bureaux à l'ancien siège social de Benham à Mountain View en Californie.

## American century possède
American Century est dans le capital de plusieurs entreprises telles que :
- Accenture à 1,72 %
- ADVO inc. à 2,6 %
- Agnico-Eagle à 1,5 %
- Amgen à 1,4 %
- Apache Corporation à 2,1 %
- Aquila United Inc. à 1,5 %
- Ashanti Goldfields Co Ltd. à 0,7 %
- Ball Corp. à 1,9 %
- Barnes & Noble à 2 %
- Boston Scientific Corp. à 1,8 %
- Campbell Soup Company à 1,1 %
- Carnival corporation & plc à 1,5 %
- Claire's Stores, Inc à 1,5 %
- Compania de Minas Buenaventure SA à 1,1 %
- Comverse Technology à 3,8 %
- Diebold à 3,7 %
- Dillard's Inc. à 1,9 %
- Echo Bay Mines Ltd à 0,4 %
- Florida Power & Light à 1,5 %
- Ford à 0,9 %
- Gemstar-TV Guide International, Inc à 3,9 %
- General Dynamics à 1,9 %
- Hologic Inc. à 2,67 %
- Jabil Circuit à 2 %
- Libbey Inc à 2,98 %
- Liberty Global à 2 %
- Limited Brands, Inc à 4,9 %
- Liz Claiborne, Inc. à 4,9 %
- Millipore Corp à 3 %
- Monsanto à 2,2 %
- Rayonier Inc à 2 %
- T. Rowe Price à 2,6 %
- Supervalu, Inc. à 2,2 %
- Teva Pharmaceutical Industries à 2,7 %
- The Men's Wearhouse, Inc à 4 %
- TMP Worldwide à 2,2 %
- United Stationers Inc à 4 %
- WGL Holdings, Inc à 10 %
- Wisconsin Energy Corp  à 1,6 %

### Sources
- (en) Cet article est partiellement ou en totalité issu de l’article de Wikipédia en anglais intitulé « American Century Investments » (voir la liste des auteurs).